# Zalarnaca
Zalarnaca is een geslacht van rechtvleugeligen uit de familie Gryllacrididae. De wetenschappelijke naam van dit geslacht is voor het eerst geldig gepubliceerd in 2005 door Gorochov.

## Soorten
Het geslacht Zalarnaca omvat de volgende soorten:
- Zalarnaca ornatula Gorochov, 2008
- Zalarnaca pulcherrima Gorochov, 2008
- Zalarnaca abbreviata Gorochov, 2008
- Zalarnaca aculeata Gorochov, 2005
- Zalarnaca kerinci Gorochov, 2008
- Zalarnaca lobata Gorochov, 2005
- Zalarnaca sotshivkoi Gorochov, 2008
- Zalarnaca udovitshenkoi Gorochov, 2008